# Бесполосый мохноногий сыч
Бесполосый мохноногий сыч (лат. Aegolius ridgwayi) — вид птиц из семейства совиных. Обитает на высотах до 3000 м от юга Мексики до западной Панамы. Считался сородичем северного мохноногого сыча. Нет признанных подвидов. Назван в честь американского орнитолога Роберта Риджуэя.

## Описание
Бесполосый мохноногий сыч — маленькая коренастая сова, с коротким хвостом и с широкими крыльями; достигает длины 18—21,5 см и массы от 80 до 92 г. Тёмно-коричневый, на крыльях есть белые пятна. Нижняя часть тела гладкая, желтоватая, становится темнее на верхней части груди и на лицевом диске. Большая голова, с жёлтыми глазами и с белыми краями на лицевом диске. Полёт порхающий и маневренный.
Территориальный зов самца — свистящее «hoo hoo hoo…», произносимое примерно 10 раз в течение трех—пяти секунд. Самки издают громкое, слегка шипящее «ssirr». Зов древесной лягушки Triprion spinosus чрезвычайно похож на песню сыча и их легко спутать.

## Питание
Охотится на грызунов, землероек и других маленьких животных в качестве основной добычи, но иногда, охотится на птиц, летучих мышей и насекомых.

## Среда обитания
Эта ночная птица гнездится в горных лесах, в тропических горных лесах, так и в более высоких дубовых лесах, откладывая яйца в дупле дерева.